# Jan Górny (duchowny)
Jan Górny (ur. 22 sierpnia 1912 w Warszawie, zm. 14 kwietnia 2011 w Pruszkowie) – polski duchowny rzymskokatolicki, prałat, protonotariusz apostolski, kaznodzieja, długoletni dziekan dekanatu pruszkowskiego.

## Życiorys

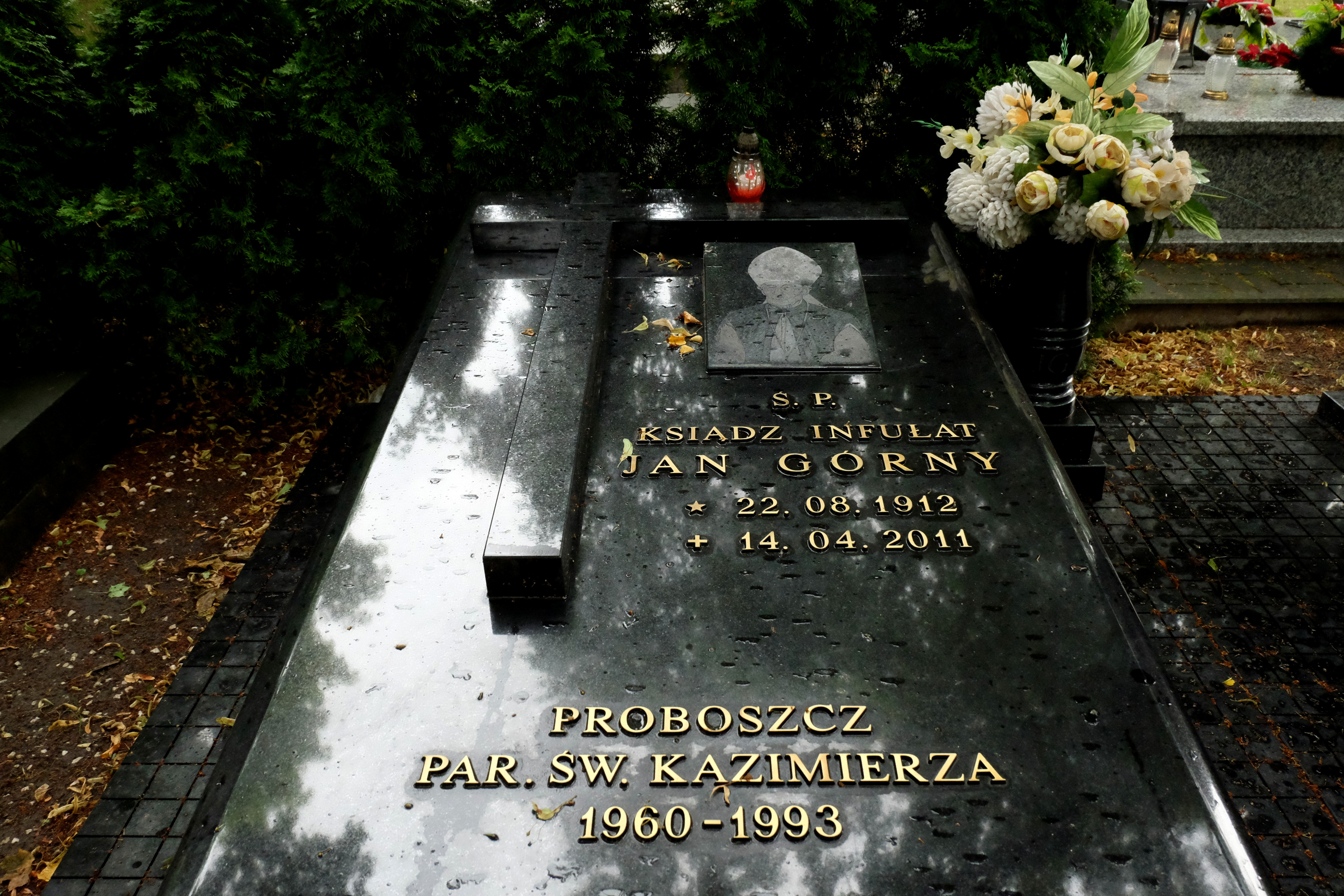
Grób ks.Jana Górnego na cmentarzu parafialnym w Pruszkowie

Po uzyskaniu świadectwa dojrzałości w Gimnazjum im. Władysława IV w Warszawie w 1932, wstąpił do wyższego seminarium duchownego w Warszawie. Święcenia kapłańskie otrzymał 11 czerwca 1938 z rąk arcybiskupa Stanisława Galla. Jako neoprezbiter otrzymał dekret kierujący go do pracy wikariusza w Nowym Dworze Mazowieckim. Pracował w kilku parafiach na terenie archidiecezji warszawskiej, w Powsinie, w parafii Świętej Trójcy w Warszawie na Solcu, gdzie zastał go wybuch powstania warszawskiego, w Brwinowie i w Żychlinie. Podczas okupacji niemieckiej brał udział w pracach Rady Głównej Opiekuńczej. Wraz z ludnością Warszawy został wysiedlony i znalazł się w obozie przejściowym w Pruszkowie Dulag 121. W latach 1953–1960 był proboszczem w Lipcach Reymontowskich. W latach 1961–1993 był piątym proboszczem parafii św. Kazimierza w Pruszkowie, zastępując na tym urzędzie księdza prałata Edwarda Tyszkę. W latach 1973–1993 dziekan dekanatu pruszkowskiego. Od 1974 członek Prymasowskiej Rady Budowy Kościołów.
W 1967 odznaczony przywilejem rokiety i mantoletu. W 1973 otrzymał od papieża Pawła VI godność kapelana Jego Świątobliwości. Od 1979 kanonik prymasowskiej kapituły łowickiej. W 2009 odznaczony przez papieża Benedykta XVI godnością protonotariusza apostolskiego supra numerum.
Posiadał tytuł Honorowego Obywatela Miasta Pruszkowa.
W momencie poprzedzającym śmierć był najstarszym kapłanem archidiecezji warszawskiej. W pogrzebie duchownego wzięli udział przedstawiciele władz miejskich i powiatowych, a uroczystościom przewodniczył metropolita warszawski kardynał Kazimierz Nycz.

## Wybrane publikacje
- Homilie nowego tysiąclecia (Rachocki i S-ka, cop. Pruszków 2005)
- Homilie w Roku Jubileuszowym 2000: homilie od 29 listopada 1998 do 7 stycznia 2001 roku związane z przygotowaniem i przeżyciem Roku Jubileuszowego 2000 (Wydawnictwo Archidiecezji Warszawskiej, Warszawa 2001)
- Nasze pielgrzymowanie po świętej polskiej ziemi (Rachocki i S-ka, cop. Pruszków 2001)
- Ojczyzna to wielki zbiorowy obowiązek (Rachocki i S-ka, cop. Pruszków 2001)
- Sługa Boży Prymas Tysiąclecia w życiu jednego kapłana (Wydawnictwo Archidiecezji Warszawskiej, Warszawa 2001)